# Orapa
Orapa is een plaats in het district Central in Botswana. Het is de locatie van de grootste diamantmijn ter wereld en wordt gezien als diamanthoofdstad van het land. Vlakbij is er ook een kimberlietmijn, waarvan ook gedacht wordt dat er een grote hoeveelheid diamanten te vinden is. Volgens de telling van 2022 had Orapa 8.648 inwoners. 